# Əhmədbəyli (Saatlı)
Əhmədbəyli è un comune dell'Azerbaigian situato nel distretto di Saatlı. 